# Kameduły
Kameduły – wieś w Polsce, położona w województwie świętokrzyskim, w powiecie buskim, w gminie Busko-Zdrój.
W latach 1975–1998 miejscowość administracyjnie należała do województwa kieleckiego.
W Kamedułach (stąd nazwa) istniał kościół i klasztor Kamedułów, nagrobek kasztelana sandomierskiego, Józefa Władysława Myszkowskiego z rozebranego kościoła przeniesiono do Młodzaw.

## Integralne części wsi
| SIMC    | Nazwa    | Rodzaj    |
| ------- | -------- | --------- |
| 0231917 | Kończyny | część wsi |

## Historia
Kameduły alias „Erem margrabski”, w dokumentach „Eremus Marchionalis”, folwark w powiecie stopnickim, parafii Szaniec.
Wzniesienie 119.36 m n.p.m. wśród wyniosłości gipsowych, pokryte niegdyś puszczą.
Pod koniec XVII w. osiedli tu Kameduli sprowadzeni z Bielan pod Krakowem przez Józefa margrabię Myszkowskiego, ostatniego z tej rodziny ordynata pińczowskiego.
Wzniósł on Kamedułom klasztor i kościołek drewniany i tam też kazał się pochować (r. 1727). Fundacja klasztorna przetrwała do r. 1849, w którym ostatni zakonnik przeniesiony został na Bielany pod Warszawą. Jedyną pamiątką eremu pozostały złożone w kościele szanieckim ołtarz w kaplicy N.P.M. oraz dwa dzwony z datami 1723 i 1724 r.
Na terenie wsi znajduje się pomnik Powstańców Styczniowych poległych w bitwie pod Grochowiskami 18 marca 1863 r. wystawiony w 1916 odnowiony 2004.

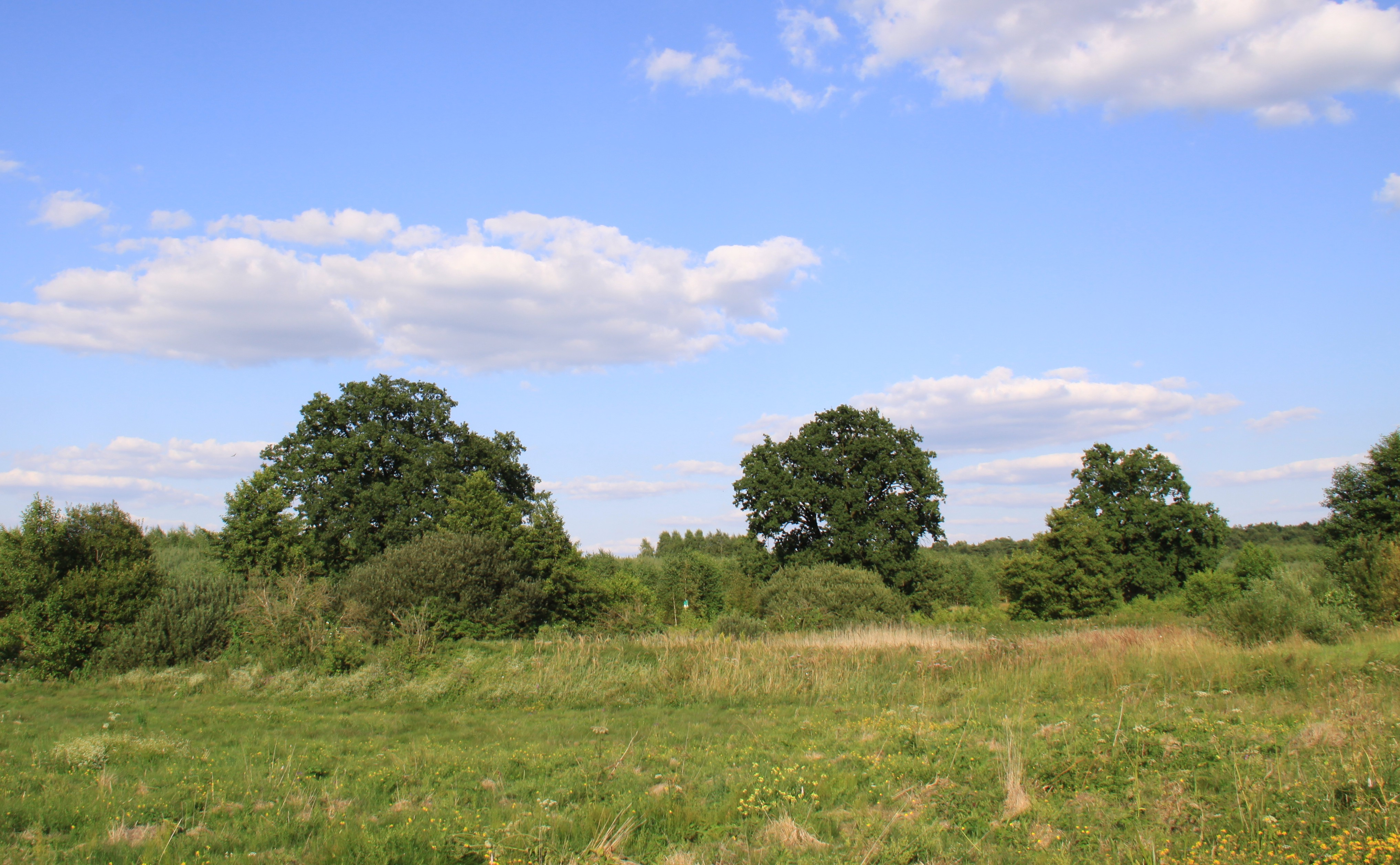
Kameduły – 3 dęby, pomniki przyrody

Rosną też 3 okazałe dęby szypułkowe, pomniki przyrody, o obwodach pni 280 cm, 320 cm, 340 cm.
Przez wieś przechodzi  zielony szlak turystyczny z Wiślicy do Grochowisk.